# Élections législatives de 2022 dans l'Hérault
Les élections législatives françaises de 2022 se déroulent les 12 et 19 juin 2022. Dans le département de l'Hérault, neuf députés sont à élire dans le cadre de neuf circonscriptions.

## Contexte

### Élections intermédiaires
Durant les élections européennes de 2019, la liste RN menée par Jordan Bardella frôle les 30 % de voix, au détriment de LREM et Nathalie Loiseau qui effleure les 20 %. Comme à l'échelle nationale, ce sont les écologistes qui arrivent troisièmes avec 14 points. Manon Aubry, tête de liste LFI, en obtient la moitié. À Montpellier, les tendances s'inversent : le centre arrive en tête avec presque 23 %, suivit de la liste de Yannick Jadot et ses 20 %, et enfin la liste d'extrême droite qui obtient la moitié de son score départemental. La France Insoumise, pourtant arrivée en tête lors des présidentielles, ne parvient pas à dépasser la barre des 10 %.
Comme le précédent, le scrutin des élections municipales est marqué par une grande stabilité politique dans la plupart des communes. La droite l'emporte au Crès, mais doit abandonner Lunel à un candidat sans étiquette. Dans les grandes villes, la droite est reconduite à Agde, Sète et Castelnau-le-Lez, tandis que le PS récupère Montpellier face au maire sortant divers gauche. Robert Ménard (apparenté Rassemblement national) conserve facilement Béziers. Les centristes ont la satisfaction de gagner à Clermont-l'Hérault, mais les maires sortants du parti présidentiel La République en marche sont battus à Pézenas et Saint-Jean-de-Védas, par des candidats divers gauche. Le nouveau parti de Jean-Luc Mélenchon, La France insoumise, conserve les deux villes gardées par les maires sortants anciennement membres du Parti de gauche, à savoir Capestang et Grabels. Si les écologistes perdent Lunel-Viel, ils conservent Mèze et gagnent même Prades-le-Lez et Villeneuve-lès-Béziers. Les grands perdants sont finalement Gérard Cabello et Norbert Étienne, maires communistes qui perdent respectivement Montarnaud et Murviel-lès-Béziers, les deux seules villes de plus de 3 000 habitants gagnées par le PCF.
Forte de sa bonne gestion de la région depuis 2015, Carole Delga est la deuxième présidente sortante d'un conseil régional à obtenir le plus haut score dans toute la France durant les élections régionales de 2021, après Ary Chalus en Guadeloupe. Elle gagne au premier tour plus de 20 points par rapport au précédent scrutin et rafle considérablement la mise durant le second tour en franchissant la barre des 55 %. Le Rassemblement National, lui, frôle les 30 %, mais c'est bien la droite qui est grande perdante, faible de ses 15 points. On notera la destruction de LREM, battue à plate coutume au premier tour en peinant à atteindre 7 petits points. À Montpellier, la liste socialiste est loin de souffrir de la triangulaire, et obtient au second tour presque 7 voix sur 10, et domine ainsi très largement les listes adverses.
Au même moment ont lieu les départementales. Ce scrutin est marqué par une profonde stabilité pour la gauche et la droite. Comme durant les régionales, la Majorité Présidentielle subit une lourde défaite en perdant cette fois trois cantons de Montpellier. On notera toutefois que les écologistes gagneront trois sièges au conseil départemental, en s'alliant au PS, tout comme le PCF.

### Résultats de l'élection présidentielle de 2022 par circonscription
| Circonscription | 1er tour | 1er tour | 1er tour | 1er tour      | 1er tour  | 1er tour | 1er tour | 1er tour |         | 2d tour | 2d tour | 2d tour | 2d tour |
| Circonscription | Macron   | +/-      | Le Pen   | +/-           | Mélenchon | +/-      | Zemmour  | +/-      | Macron  | +/-     | Le Pen  | +/-     |         |
| --------------- | -------- | -------- | -------- | ------------- | --------- | -------- | -------- | -------- | ------- | ------- | ------- | ------- | ------- |
| Circonscription |          |          |          |               |           |          |          |          |         |         |         |         |         |
| 1re             | 24,19 %  | 1,34     | 22,14 %  | en stagnation | 26,27 %   | 3,1      | 9,81 %   | Nv       | 57,98 % | 6,25    | 41,02 % | 5,25    |         |
| 2e              | 21,58 %  | 3        | 9,96 %   | 1,02          | 45,11 %   | 11,4     | 6,13 %   | Nv       | 76,29 % | 4,79    | 23,71 % | 4,79    |         |
| 3e              | 27,69 %  | 2,58     | 19,43 %  | 0,42          | 23,44 %   | 2,14     | 8,73 %   | Nv       | 62,78 % | 5,44    | 37,22 % | 5,44    |         |
| 4e              | 22,54 %  | 1,85     | 25,39 %  | 0,23          | 23,60 %   | 0,18     | 8,60 %   | Nv       | 52,36 % | 7,21    | 47,64 % | 7,21    |         |
| 5e              | 18,53 %  | 1,02     | 31,72 %  | 2,01          | 21,56 %   | 2,14     | 8,06 %   | Nv       | 42,35 % | 9,88    | 57,65 % | 9,88    |         |
| 6e              | 19,51 %  | 2,5      | 35,03 %  | 0,99          | 18,64 %   | 0,48     | 10,36 %  | Nv       | 41,28 % | 7,14    | 58,72 % | 7,14    |         |
| 7e              | 20,49 %  | 3,5      | 32,35 %  | 0,25          | 19,18 %   | 1,18     | 10,62 %  | Nv       | 43,87 % | 5,87    | 56,13 % | 5,87    |         |
| 8e              | 22,14 %  | 1,3      | 25,91 %  | 0,1           | 24,98 %   | 1,09     | 8,88 %   | Nv       | 53,13 % | 6,17    | 46,87 % | 6,17    |         |
| 9e              | 24,05 %  | 2,51     | 25,04 %  | 0,23          | 23,71 %   | 1,99     | 9,28 %   | Nv       | 53,67 % | 5,9     | 45,33 % | 5,9     |         |
| Département     | 22,28 %  | 1,76     | 25,95 %  | 0,25          | 24,24 %   | 1,27     | 9,04 %   | Nv       | 52,58 % | 6,64    | 47,42 % | 6,64    |         |

## Système électoral
Les élections législatives ont lieu au scrutin uninominal majoritaire à deux tours dans des circonscriptions uninominales.
Est élu au premier tour le candidat qui réunit la majorité absolue des suffrages exprimés et un nombre de voix au moins égal au quart (25 %) des électeurs inscrits dans la circonscription. Si aucun des candidats ne satisfait ces conditions, un second tour est organisé entre les candidats ayant réuni un nombre de voix au moins égal à un huitième des inscrits (12,5 %) ; les deux candidats arrivés en tête du 1er tour se maintiennent néanmoins par défaut si un seul ou aucun d'entre eux n'a atteint ce seuil. Au second tour, le candidat arrivé en tête est déclaré élu.
Le seuil de qualification basé sur un pourcentage du total des inscrits et non des suffrages exprimés rend plus difficile l'accès au second tour lorsque l'abstention est élevée. Le système permet en revanche l'accès au second tour de plus de deux candidats si plusieurs d'entre eux franchissent le seuil de 12,5 % des inscrits. Les candidats en lice au second tour peuvent ainsi être trois, un cas de figure appelé « triangulaire ». Les second tours où s'affrontent quatre candidats, appelés « quadrangulaire » sont également possibles, mais beaucoup plus rares.

### Partis et nuances
Les résultats des élections sont publiés en France par le ministère de l'Intérieur, qui classe les partis en leur attribuant des nuances politiques. Ces dernières sont décidées par les préfets, qui les attribuent indifféremment de l'étiquette politique déclarée par les candidats, qui peut être celle d'un parti ou une candidature sans étiquette.
En 2022, seules les coalitions Ensemble (ENS) et Nouvelle Union populaire écologique et sociale (NUP), ainsi que le Parti radical de gauche (RDG), l'Union des démocrates et indépendants (UDI), Les Républicains (LR), le Rassemblement national (RN) et Reconquête (REC) se voient attribuer  une nuance propre,,.
Tous les autres partis se voient attribuer l'une ou l'autre des nuances suivantes : DXG (divers extrême gauche), DVG (divers gauche), ECO (écologiste), REG (régionaliste), DVC (divers centre), DVD (divers droite), DSV (droite souverainiste) et DXD (divers extrême droite). Des partis comme Debout la France ou Lutte ouvrière ne disposent ainsi pas de nuance propre, et leurs résultats nationaux ne sont pas publiés séparément par le ministère, car mélangés avec d'autres partis (respectivement dans les nuances DSV et DXG),.

## Campagne

### À gauche

#### Les dissidences
Contre l'avis du conseil national du Parti socialiste, les majorités socialistes de la région Occitanie, du département et de la mairie de Montpellier investissent des candidats dans certaines circonscriptions contre les candidats de la Nouvelle Union populaire écologique et sociale. Pour Carole Delga, la présidente de la région Occitanie il n'est pas possible de « cautionner un projet d'alliance dans lequel le parti socialiste (n'obtiendrait) que six circonscriptions sur 49 en Occitanie. Dont aucune dans l'Hérault. Et ce alors que le PS dirige la septième ville de France, le département et la région »,.
Le Parti socialiste en Occitanie avait déjà fait part de différenciations avec EÉLV et LFI. Notamment pendant les élections régionales de 2021 en refusant une alliance au second tour à cause de désaccords sur des grands projets tels que l'extension du port de Port-La-Nouvelle, la LGV, l'autoroute Toulouse-Castres, le financement de vols low-cost dans des aéroports secondaires, la chasse, la corrida.
Pour la 2e circonscription, la député sortante de la France insoumise Muriel Ressiguier, se porte candidate à sa réélection sans avoir été investie par son parti qui ne la reconduit pas : pour expliquer cette non-investiture, certains évoquent la plainte déposée par ses anciennes attachées parlementaires, la députée évoquant pour sa part des désaccords avec la direction de LFI, notamment au moment des municipales de 2020.

### Au centre

#### Les dissidences
Au centre certaines candidatures de Ensemble ont entrainé des dissidences notamment dans la deuxième circonscription avec la désignation de l'ex adjointe de Philippe Saurel, Annie Yague, qui a provoqué deux dissidences : Mahfoud Benali et Flavio Dalmau,. Ce dernier, plus jeune candidat d'Occitanie a pu poursuivre sa candidature grâce au soutien de la coalition écologiste, Tous unis pour le vivant. Sur la huitième circonscription, le choix de Jean-François Audrin (Horizons), a encouragé le marcheur Stanislas Thiry à partir en dissidence, n'appréciant pas le choix d'un nouveau rallié pour cette circonscription. Aucune de ses candidatureS dissidentes n'aient parvenus au second tour, cependant la candidature de Stanislas Thiry à empêchée le candidats Jean-François Audrin de se qualifier pour le second tour avec un manque de voix de seulement 276.
Sur la troisième circonscription de l'ex député marcheuse Coralie Dubost, la désignation de Laurence Cristol (ex-LR), poussée par le sénateur Jean-Pierre Grand, s'est traduite par une mise en retrait d'une partie des militants LREM. Dans cette même circonscription l'ancien maire de Montpellier Philippe Saurel, classé DVG et ayant soutenu plusieurs fois LREM lors des dernières élections se présente sans étiquette, en revendiquant sa liberté et son indépendance.

### Union de la droite et du centre
L'UDC ne parvient toujours pas à imposer des candidats au second tour, comme en 2017. En 2022, aucun candidat n'a réussi à faire plus de 10% des voix montrant l'effondrement des partis traditionnels de la Ve République (dont LR fait partie), ce qui avait déjà été montré lors de l'élection présidentielle (4,78% pour Valérie Pécresse).

### Rassemblement national
Le Rassemblement national, comme partout en France, a fait une percée dans l'Hérault en envoyant 2 députés à l'Assemblée nationale et une apparentée RN.

## Résultats

### Élus
| Circonscription                                 | Député sortant       | Parti | Parti    | Groupe | Député élu ou réélu    | Parti | Parti   | Groupe    |
| ----------------------------------------------- | -------------------- | ----- | -------- | ------ | ---------------------- | ----- | ------- | --------- |
| 1re                                             | Patricia Mirallès    |       | TDP      | LREM   | Patricia Mirallès      |       | TDP     | RE        |
| 2e                                              | Muriel Ressiguier    |       | LFI - E! | LFI    | Nathalie Oziol         |       | LFI     | LFI-NUPES |
| 3e                                              | Coralie Dubost*      |       | LREM     | LREM   | Laurence Cristol       |       | LREM    | RE        |
| 4e                                              | Jean-François Eliaou |       | LREM     | LREM   | Sébastien Rome         |       | LFI     | LFI-NUPES |
| 5e                                              | Philippe Huppé       |       | PRV      | AE     | Stéphanie Galzy        |       | RN      | RN        |
| 6e                                              | Emmanuelle Ménard    |       | app. RN  | NI     | Emmanuelle Ménard      |       | app. RN | NI        |
| 7e                                              | Christophe Euzet     |       | Agir     | AE     | Aurélien Lopez-Liguori |       | RN      | RN        |
| 8e                                              | Nicolas Démoulin*    |       | LREM     | LREM   | Sylvain Carrière       |       | LFI     | LFI-NUPES |
| 9e                                              | Patrick Vignal       |       | LREM     | LREM   | Patrick Vignal         |       | LREM    | RE        |
| * Député sortant ne se représentant pas en 2022 |                      |       |          |        |                        |       |         |           |

### Taux de participation
| Taux de participation | 1er tour | 1er tour | 1er tour   | 2d tour | 2d tour | 2d tour    | Différence entre les deux tours |
| Taux de participation | En 2017  | En 2022  | Différence | En 2017 | En 2022 | Différence | Différence entre les deux tours |
| --------------------- | -------- | -------- | ---------- | ------- | ------- | ---------- | ------------------------------- |
| À midi                | 19,95%   | 18,55 %  | 1,4        | 17,84   | 20,07   | 2,23       | 1,52                            |
| À 17 heures           | 40,43 %  | 39,73 %  | 0,7        | 33,06   | 39,03   | 5,2        | 0,7                             |
| Final                 | 48,38 %  | 47,98 %  | 0,4        | 42,05 % | 47,16   | 3,31       | 0,82                            |

### Résultats à l'échelle du département

#### Résultats par coalition
| Parti et coalition                                           | Parti et coalition                                           | Parti et coalition                                           | Premier tour | Premier tour | Premier tour | Second tour   | Second tour   | Second tour | Total Sièges  | +/-           |  |
| Parti et coalition                                           | Parti et coalition                                           | Parti et coalition                                           | Voix         | %            | Sièges       | Voix          | %             | Sièges      | Total Sièges  | +/-           |  |
| ------------------------------------------------------------ | ------------------------------------------------------------ | ------------------------------------------------------------ | ------------ | ------------ | ------------ | ------------- | ------------- | ----------- | ------------- | ------------- |  |
|                                                              |                                                              | La France insoumise (LFI)                                    | 82 027       | 20,43        | 0            | 127 960       | 35,48         | 3           | 3             | 2             |  |
|                                                              | Europe Écologie Les Verts (EELV)                             | 12 416                                                       | 3,09         | 0            | 20 229       | 5,61          | 0             | 0           | en stagnation |               |  |
|                                                              | Parti communiste français (PCF)                              | 11 278                                                       | 2,81         | 0            | 18 873       | 5,23          | 0             | 0           | en stagnation |               |  |
| Total Nouvelle Union populaire écologique et sociale (NUPES) | Total Nouvelle Union populaire écologique et sociale (NUPES) | 105 721                                                      | 26,33        | 0            | 167 062      | 46,32         | 3             | 3           | 2             |               |  |
|                                                              |                                                              | Rassemblement national (RN)                                  | 83 235       | 20,73        | 0            | 95 715        | 26,54         | 2           | 2             | 1             |  |
|                                                              | Indépendants apparentés                                      | 19 136                                                       | 4,77         | 0            | 26 255       | 7,28          | 1             | 1           | Nv            |               |  |
| Total Rassemblement national et alliés (RN)                  | Total Rassemblement national et alliés (RN)                  | 102 371                                                      | 25,50        | 0            | 121 970      | 33,82         | 3             | 3           | 2             |               |  |
|                                                              |                                                              | La République en marche (LREM)                               | 42 821       | 10,67        | 0            | 42 427        | 11,76         | 2           | 2             | 5             |  |
|                                                              | Territoires de progrès (TdP)                                 | 15 369                                                       | 3,83         | 0            | 29 185       | 8,09          | 1             | 1           | Nv            |               |  |
|                                                              | Horizons (H)                                                 | 10 453                                                       | 2,60         | 0            |              |               |               | 0           | Nv            |               |  |
|                                                              | Agir                                                         | 10 031                                                       | 2,50         | 0            | 0            | Nv            |               |             |               |               |  |
|                                                              | Parti radical (PRV)                                          | 8 378                                                        | 2,09         | 0            | 0            | Nv            |               |             |               |               |  |
| Total Ensemble (ENS)                                         | Total Ensemble (ENS)                                         | 87 052                                                       | 21,68        | 0            | 71 612       | 19,86         | 3             | 3           | 4             |               |  |
|                                                              | Dissidents NUPES                                             | Dissidents NUPES                                             | 28 745       | 7,16         | 0            |               |               |             | 0             | Nv            |  |
|                                                              | Reconquête (REC)                                             | Reconquête (REC)                                             | 22 454       | 5,59         | 0            | 0             | Nv            |             |               |               |  |
|                                                              |                                                              | Les Républicains (LR)                                        | 15 534       | 3,87         | 0            | 0             | en stagnation |             |               |               |  |
|                                                              | Union des démocrates et indépendants (UDI)                   | 1 724                                                        | 0,43         | 0            | 0            | en stagnation |               |             |               |               |  |
|                                                              | Les Centristes (LC)                                          | 896                                                          | 0,22         | 0            | 0            | Nv            |               |             |               |               |  |
| Total Union de la droite et du centre (UDC)                  | Total Union de la droite et du centre (UDC)                  | 18 154                                                       | 4,52         | 0            | 0            | en stagnation |               |             |               |               |  |
|                                                              |                                                              | L'Écologie autrement (LÉA)                                   | 2 721        | 0,68         | 0            | 0             | Nv            |             |               |               |  |
|                                                              | Le Trèfle - Les nouveaux écologistes (LT-LNÉ)                | 1 209                                                        | 0,30         | 0            | 0            | en stagnation |               |             |               |               |  |
|                                                              | Mouvement hommes animaux nature (MHAN)                       | 1 178                                                        | 0,29         | 0            | 0            | Nv            |               |             |               |               |  |
|                                                              | Le Mouvement pour les Animaux (LMPA)                         | 758                                                          | 0,19         | 0            | 0            | Nv            |               |             |               |               |  |
| Total Tous unis pour le vivant (TUPV)                        | Total Tous unis pour le vivant (TUPV)                        | 5 866                                                        | 1,46         | 0            | 0            | en stagnation |               |             |               |               |  |
|                                                              |                                                              | Les Patriotes (LP)                                           | 2 435        | 0,61         | 0            | 0             | Nv            |             |               |               |  |
|                                                              | Debout la France (DLF)                                       | 1 750                                                        | 0,44         | 0            | 0            | en stagnation |               |             |               |               |  |
| Total Union pour la France (UPF)                             | Total Union pour la France (UPF)                             | 4 185                                                        | 1,04         | 0            | 0            | en stagnation |               |             |               |               |  |
|                                                              | Parti animaliste (PA)                                        | Parti animaliste (PA)                                        | 4 172        | 1,04         | 0            | 0             | en stagnation |             |               |               |  |
|                                                              | Écologie au centre (ÉAC)                                     | Écologie au centre (ÉAC)                                     | 3 676        | 0,92         | 0            | 0             | en stagnation |             |               |               |  |
|                                                              | Parti radical de gauche (PRG)                                | Parti radical de gauche (PRG)                                | 2 607        | 0,65         | 0            | 0             | en stagnation |             |               |               |  |
|                                                              | Résistons (RES)                                              | Résistons (RES)                                              | 2 505        | 0,62         | 0            | 0             | Nv            |             |               |               |  |
|                                                              | Dissidents Les Républicains                                  | Dissidents Les Républicains                                  | 2 181        | 0,54         | 0            | 0             | en stagnation |             |               |               |  |
|                                                              |                                                              | Gauche républicaine et socialiste (GRS)                      | 1 918        | 0,48         | 0            | 0             | Nv            |             |               |               |  |
| Total Fédération de la gauche républicaine (FGR)             | Total Fédération de la gauche républicaine (FGR)             | 1 918                                                        | 0,48         | 0            | 0            | Nv            |               |             |               |               |  |
|                                                              | Lutte ouvrière (LO)                                          | Lutte ouvrière (LO)                                          | 1 793        | 0,45         | 0            | 0             | en stagnation |             |               |               |  |
|                                                              |                                                              | Union des centristes et des écologistes (UCE)                | 1 011        | 0,25         | 0            | 0             | Nv            |             |               |               |  |
|                                                              | Alliance centriste (AC)                                      | 468                                                          | 0,12         | 0            | 0            | Nv            |               |             |               |               |  |
| Total Les écologistes avec la majorité présidentielle (ÉMP)  | Total Les écologistes avec la majorité présidentielle (ÉMP)  | 1 479                                                        | 0,37         | 0            | 0            | Nv            |               |             |               |               |  |
|                                                              | Le Mouvement de la ruralité (LMR)                            | Le Mouvement de la ruralité (LMR)                            | 1 462        | 0,36         | 0            | 0             | Nv            |             |               |               |  |
|                                                              | Union des démocrates et indépendants (UDI) - hors accord UDC | Union des démocrates et indépendants (UDI) - hors accord UDC | 476          | 0,12         | 0            | 0             | en stagnation |             |               |               |  |
|                                                              | Parti ouvrier indépendant démocratique (POID)                | Parti ouvrier indépendant démocratique (POID)                | 391          | 0,10         | 0            | 0             | en stagnation |             |               |               |  |
|                                                              |                                                              | Solidarité et progrès (S&P)                                  | 186          | 0,05         | 0            | 0             | en stagnation |             |               |               |  |
| Total La Raison du Peuple (LRDP)                             | Total La Raison du Peuple (LRDP)                             | 186                                                          | 0,05         | 0            | 0            | en stagnation |               |             |               |               |  |
|                                                              |                                                              | Partit occitan (POC)                                         | 185          | 0,05         | 0            | 0             | Nv            |             |               |               |  |
| Total Régions et peuples solidaires (R&PS)                   | Total Régions et peuples solidaires (R&PS)                   | 185                                                          | 0,05         | 0            | 0            | Nv            |               |             |               |               |  |
|                                                              | Parti pirate (PP)                                            | Parti pirate (PP)                                            | 100          | 0,02         | 0            | 0             | Nv            |             |               |               |  |
|                                                              | Union des démocrates musulmans français (UDMF)               | Union des démocrates musulmans français (UDMF)               | 100          | 0,02         | 0            | 0             | Nv            |             |               |               |  |
|                                                              | Sans étiquette (SE)                                          | Sans étiquette (SE)                                          | 3 714        | 0,93         | 0            | 0             | en stagnation |             |               |               |  |
|                                                              |                                                              |                                                              |              |              |              |               |               |             |               |               |  |
| Suffrages exprimés                                           | Suffrages exprimés                                           | Suffrages exprimés                                           | 401 493      | 98,15        |              | 360 644       | 89,70         |             |               |               |  |
| Votes blancs                                                 | Votes blancs                                                 | Votes blancs                                                 | 5 392        | 1,32         | 30 296       | 7,54          |               |             |               |               |  |
| Votes nuls                                                   | Votes nuls                                                   | Votes nuls                                                   | 2 189        | 0,54         | 11 108       | 2,76          |               |             |               |               |  |
| Total                                                        | Total                                                        | Total                                                        | 409 074      | 100          | 0            | 402 048       | 100           | 9           | 9             | en stagnation |  |
| Abstentions                                                  | Abstentions                                                  | Abstentions                                                  | 443 480      | 52,02        |              | 450 542       | 52,84         |             |               |               |  |
| Inscrits/Participation                                       | Inscrits/Participation                                       | Inscrits/Participation                                       | 852 554      | 47,98        | 852 590      | 47,16         |               |             |               |               |  |

#### Résultats par nuance
| Nuance                 | Nuance                                         | Nuance                 | Premier tour | Premier tour | Premier tour | Second tour | Second tour   | Second tour | Total Sièges | +/-           |  |
| Nuance                 | Nuance                                         | Nuance                 | Voix         | %            | Sièges       | Voix        | %             | Sièges      | Total Sièges | +/-           |  |
| ---------------------- | ---------------------------------------------- | ---------------------- | ------------ | ------------ | ------------ | ----------- | ------------- | ----------- | ------------ | ------------- |  |
|                        | Nouvelle Union populaire écologique et sociale | NUP                    | 105 721      | 26,33        | 0            | 167 062     | 46,32         | 3           | 3            | 2             |  |
|                        | Ensemble !                                     | ENS                    | 87 052       | 21,68        | 0            | 71 612      | 19,86         | 3           | 3            | 4             |  |
|                        | Rassemblement national                         | RN                     | 83 235       | 20,73        | 0            | 95 715      | 26,54         | 2           | 2            | 1             |  |
|                        | Divers droite                                  | DVD                    | 31 658       | 7,89         | 0            | 26 255      | 7,28          | 1           | 1            | 1             |  |
|                        | Reconquête                                     | REC                    | 22 454       | 5,59         | 0            |             |               |             | 0            | Nv            |  |
|                        | Parti radical de gauche                        | RDG                    | 18 748       | 4,67         | 0            | 0           | en stagnation |             |              |               |  |
|                        | Divers gauche                                  | DVG                    | 16 967       | 4,23         | 0            | 0           | en stagnation |             |              |               |  |
|                        | Ecologistes                                    | ECO                    | 13 774       | 3,43         | 0            | 0           | en stagnation |             |              |               |  |
|                        | Les Républicains                               | LR                     | 10 206       | 2,54         | 0            | 0           | en stagnation |             |              |               |  |
|                        | Droite souverainiste                           | DSV                    | 4 185        | 1,04         | 0            | 0           | en stagnation |             |              |               |  |
|                        | Divers centre                                  | DVC                    | 2 445        | 0,61         | 0            | 0           | Nv            |             |              |               |  |
|                        | Union des démocrates et indépendants           | UDI                    | 2 200        | 0,55         | 0            | 0           | en stagnation |             |              |               |  |
|                        | Divers extrême gauche                          | DXG                    | 2 184        | 0,54         | 0            | 0           | en stagnation |             |              |               |  |
|                        | Divers                                         | DIV                    | 479          | 0,12         | 0            | 0           | en stagnation |             |              |               |  |
|                        | Régionaliste                                   | REG                    | 185          | 0,05         | 0            | 0           | Nv            |             |              |               |  |
|                        |                                                |                        |              |              |              |             |               |             |              |               |  |
| Suffrages exprimés     | Suffrages exprimés                             | Suffrages exprimés     | 401 493      | 98,15        |              | 360 644     | 89,70         |             |              |               |  |
| Votes blancs           | Votes blancs                                   | Votes blancs           | 5 392        | 1,32         | 30 296       | 7,54        |               |             |              |               |  |
| Votes nuls             | Votes nuls                                     | Votes nuls             | 2 189        | 0,54         | 11 108       | 2,76        |               |             |              |               |  |
| Total                  | Total                                          | Total                  | 409 074      | 100          | 0            | 402 048     | 100           | 9           | 9            | en stagnation |  |
| Abstentions            | Abstentions                                    | Abstentions            | 443 480      | 52,02        |              | 450 542     | 52,84         |             |              |               |  |
| Inscrits/Participation | Inscrits/Participation                         | Inscrits/Participation | 852 554      | 47,98        | 852 590      | 47,16       |               |             |              |               |  |

### Cartes

Nuance politique des candidats arrivés en tête dans chaque commune au 1er tour.
Nuance politique des candidats arrivés en tête dans chaque commune au 2e tour.

### Résultats par circonscription

#### Première circonscription
Députée sortante : Patricia Mirallès (Territoires de progrès).
| Candidat                 | Candidat                 | Parti et coalition       | Nuance                   | Premier tour | Premier tour | Second tour | Second tour |
| Candidat                 | Candidat                 | Parti et coalition       | Nuance                   | Voix         | %            | Voix        | %           |
| ------------------------ | ------------------------ | ------------------------ | ------------------------ | ------------ | ------------ | ----------- | ----------- |
|                          | Julien Colet             | LFI (NUPES)              | NUP                      | 10 943       | 26,94        | 17 463      | 47,45       |
|                          | Patricia Mirallès        | TDP (ENS)                | ENS                      | 10 087       | 24,83        | 19 338      | 52,55       |
|                          | France Jamet             | RN                       | RN                       | 8 360        | 20,58        |             |             |
|                          | Florian Depret           | PS diss.                 | RDG                      | 3 289        | 8,10         |             |             |
|                          | Florence Médina          | REC                      | REC                      | 2 523        | 6,21         |             |             |
|                          | Éric Chaveroche          | LR (UDC)                 | LR                       | 1 466        | 3,61         |             |             |
|                          | Vincent Rivet-Martel     | MHAN (TUPV)              | ECO                      | 1 178        | 2,90         |             |             |
|                          | Michel Moxin             | SE                       | DVD                      | 1 044        | 2,57         |             |             |
|                          | Victor Alzingre          | LP (UPF)                 | DSV                      | 475          | 1,17         |             |             |
|                          | Jean-Philippe Cournet    | PA                       | ECO                      | 397          | 0,98         |             |             |
|                          | Patrice Boccadifuoco     | LMR                      | DVD                      | 292          | 0,72         |             |             |
|                          | Morgane Lachiver         | LO                       | DXG                      | 192          | 0,47         |             |             |
|                          | Eva Roussel              | POC (R&PS)               | REG                      | 185          | 0,46         |             |             |
|                          | Sylvie Trousselier       | POID                     | DXG                      | 150          | 0,37         |             |             |
|                          | Hugo Leboon              | SE                       | DIV                      | 41           | 0,10         |             |             |
|                          |                          |                          |                          |              |              |             |             |
| Votes valides            | Votes valides            | Votes valides            | Votes valides            | 40 622       | 98,05        | 36 801      | 90,81       |
| Votes blancs             | Votes blancs             | Votes blancs             | Votes blancs             | 603          | 1,46         | 2 731       | 6,74        |
| Votes nuls               | Votes nuls               | Votes nuls               | Votes nuls               | 205          | 0,49         | 995         | 2,46        |
| Total                    | Total                    | Total                    | Total                    | 41 430       | 100          | 40 527      | 100         |
| Abstention               | Abstention               | Abstention               | Abstention               | 48 659       | 54,01        | 49 579      | 55,02       |
| Inscrits / participation | Inscrits / participation | Inscrits / participation | Inscrits / participation | 90 089       | 45,99        | 90 106      | 44,98       |

#### Deuxième circonscription
Députée sortante : Muriel Ressiguier (La France insoumise - Ensemble !).
| Candidat                 | Candidat                 | Parti et coalition       | Nuance                   | Premier tour | Premier tour | Second tour | Second tour |
| Candidat                 | Candidat                 | Parti et coalition       | Nuance                   | Voix         | %            | Voix        | %           |
| ------------------------ | ------------------------ | ------------------------ | ------------------------ | ------------ | ------------ | ----------- | ----------- |
|                          | Nathalie Oziol           | LFI (NUPES)              | NUP                      | 11 513       | 40,37        | 17 008      | 63,33       |
|                          | Annie Yague              | TDP (ENS)                | ENS                      | 5 282        | 18,52        | 9 847       | 36,67       |
|                          | Fatima Bellaredj         | PS diss.                 | DVG                      | 3 406        | 11,94        |             |             |
|                          | Flavia Mangano           | RN                       | RN                       | 2 490        | 8,73         |             |             |
|                          | Muriel Ressiguier        | LFI diss.                | DVG                      | 1 424        | 4,99         |             |             |
|                          | Sophie Defretin          | REC                      | REC                      | 1 195        | 4,19         |             |             |
|                          | Mahfoud Benali           | UCE (ÉMP)                | DVC                      | 1 011        | 3,55         |             |             |
|                          | Anne Brissaud            | LC (UDC)                 | DVC                      | 896          | 3,14         |             |             |
|                          | Valérie Briot            | UDI                      | UDI                      | 476          | 1,67         |             |             |
|                          | Philippe Lechat          | PA                       | ECO                      | 296          | 1,04         |             |             |
|                          | Didier Michel            | LO                       | DXG                      | 133          | 0,47         |             |             |
|                          | Kadija Zbairi            | SE                       | ECO                      | 130          | 0,46         |             |             |
|                          | Manuel Roque             | UDMF                     | DVG                      | 100          | 0,35         |             |             |
|                          | Frédéric Assié           | SE                       | DVG                      | 89           | 0,31         |             |             |
|                          | Flavio Dalmau,           | app. LÉA (TUPV)          | DVC                      | 70           | 0,25         |             |             |
|                          | William Olhasque         | PP                       | DIV                      | 5            | 0,02         |             |             |
|                          |                          |                          |                          |              |              |             |             |
| Votes valides            | Votes valides            | Votes valides            | Votes valides            | 28 516       | 98,50        | 26 855      | 94,40       |
| Votes blancs             | Votes blancs             | Votes blancs             | Votes blancs             | 299          | 1,03         | 1 149       | 4,04        |
| Votes nuls               | Votes nuls               | Votes nuls               | Votes nuls               | 136          | 0,47         | 443         | 1,56        |
| Total                    | Total                    | Total                    | Total                    | 28 951       | 100          | 28 447      | 100         |
| Abstention               | Abstention               | Abstention               | Abstention               | 36 465       | 55,74        | 36 984      | 56,52       |
| Inscrits / participation | Inscrits / participation | Inscrits / participation | Inscrits / participation | 65 416       | 44,26        | 65 431      | 43,48       |

#### Troisième circonscription
Députée sortante : Coralie Dubost (La République en marche).
| Candidat                 | Candidat                 | Parti et coalition       | Nuance                   | Premier tour | Premier tour | Second tour | Second tour |
| Candidat                 | Candidat                 | Parti et coalition       | Nuance                   | Voix         | %            | Voix        | %           |
| ------------------------ | ------------------------ | ------------------------ | ------------------------ | ------------ | ------------ | ----------- | ----------- |
|                          | Laurence Cristol         | LREM (ENS)               | ENS                      | 12 457       | 26,68        | 22 907      | 53,10       |
|                          | Julia Mignacca           | EELV (NUPES)             | NUP                      | 12 416       | 26,59        | 20 229      | 46,90       |
|                          | Johana Maurel            | RN                       | RN                       | 8 080        | 17,30        |             |             |
|                          | Jean Luc Bergeon         | PS diss.                 | DVG                      | 4 370        | 9,36         |             |             |
|                          | Alain Berthet            | LR (UDC)                 | LR                       | 2 603        | 5,57         |             |             |
|                          | Nicolas Lauron           | REC                      | REC                      | 2 568        | 5,50         |             |             |
|                          | Philippe Saurel          | SE                       | DVG                      | 2 070        | 4,43         |             |             |
|                          | Alexis Boudaud-Anduaga   | LÉA (TUPV)               | ECO                      | 996          | 2,13         |             |             |
|                          | Denis Carabasse          | PA                       | ECO                      | 555          | 1,19         |             |             |
|                          | Laurian Combet           | SE                       | DIV                      | 338          | 0,72         |             |             |
|                          | Serge Gachon             | LO                       | DXG                      | 246          | 0,53         |             |             |
|                          |                          |                          |                          |              |              |             |             |
| Votes valides            | Votes valides            | Votes valides            | Votes valides            | 46 699       | 98,51        | 43 136      | 91,69       |
| Votes blancs             | Votes blancs             | Votes blancs             | Votes blancs             | 495          | 1,04         | 2 718       | 5,78        |
| Votes nuls               | Votes nuls               | Votes nuls               | Votes nuls               | 213          | 0,45         | 1 192       | 2,53        |
| Total                    | Total                    | Total                    | Total                    | 47 407       | 100          | 47 046      | 100         |
| Abstention               | Abstention               | Abstention               | Abstention               | 44 901       | 48,64        | 45 262      | 49,03       |
| Inscrits / participation | Inscrits / participation | Inscrits / participation | Inscrits / participation | 92 308       | 51,36        | 92 308      | 50,97       |

#### Quatrième circonscription
Député sortant : Jean-François Eliaou (La République en marche).
| Candidat                 | Candidat                 | Parti et coalition       | Nuance                   | Premier tour | Premier tour | Second tour | Second tour |
| Candidat                 | Candidat                 | Parti et coalition       | Nuance                   | Voix         | %            | Voix        | %           |
| ------------------------ | ------------------------ | ------------------------ | ------------------------ | ------------ | ------------ | ----------- | ----------- |
|                          | Sébastien Rome           | LFI (NUPES)              | NUP                      | 16 841       | 28,06        | 26 291      | 50,65       |
|                          | Manon Bouquin            | RN                       | RN                       | 13 633       | 22,71        | 25 617      | 49,35       |
|                          | Jean-François Eliaou     | LREM (ENS)               | ENS                      | 12 527       | 20,87        |             |             |
|                          | Jean-Pierre Pugens       | PS diss.                 | RDG                      | 5 139        | 8,56         |             |             |
|                          | Alexandre Arguel         | REC                      | REC                      | 3 085        | 5,14         |             |             |
|                          | Michel Garcia            | LR diss.                 | DVD                      | 2 181        | 3,63         |             |             |
|                          | Joseph Francis           | UDI (UDC)                | UDI                      | 1 724        | 2,87         |             |             |
|                          | Jean-Noël Fleury         | RES                      | DVD                      | 1 306        | 2,18         |             |             |
|                          | Stéphane Cassarini       | ÉAC                      | ECO                      | 1 240        | 2,07         |             |             |
|                          | Sébastien Giai Gianetto  | PA                       | ECO                      | 645          | 1,07         |             |             |
|                          | Roger Ducamp             | DLF (UPF)                | DSV                      | 625          | 1,04         |             |             |
|                          | Pierre Bastide d'Izard   | LMR                      | DVD                      | 578          | 0,96         |             |             |
|                          | Florence Larue           | LO                       | DXG                      | 308          | 0,51         |             |             |
|                          | Julie Péréa              | S&P (LRDP)               | DVG                      | 186          | 0,31         |             |             |
|                          | Pierre Le Romain         | PP                       | DIV                      | 0            | 0,00         |             |             |
|                          |                          |                          |                          |              |              |             |             |
| Votes valides            | Votes valides            | Votes valides            | Votes valides            | 60 018       | 98,19        | 51 908      | 86,58       |
| Votes blancs             | Votes blancs             | Votes blancs             | Votes blancs             | 797          | 1,30         | 6 150       | 10,26       |
| Votes nuls               | Votes nuls               | Votes nuls               | Votes nuls               | 311          | 0,51         | 1 895       | 3,16        |
| Total                    | Total                    | Total                    | Total                    | 61 126       | 100          | 59 953      | 100         |
| Abstention               | Abstention               | Abstention               | Abstention               | 58 040       | 48,71        | 59 229      | 49,70       |
| Inscrits / participation | Inscrits / participation | Inscrits / participation | Inscrits / participation | 119 166      | 51,29        | 119 182     | 50,30       |

#### Cinquième circonscription
Député sortant : Philippe Huppé (Parti radical).
| Candidat                 | Candidat                 | Parti et coalition       | Nuance                   | Premier tour | Premier tour | Second tour | Second tour |
| Candidat                 | Candidat                 | Parti et coalition       | Nuance                   | Voix         | %            | Voix        | %           |
| ------------------------ | ------------------------ | ------------------------ | ------------------------ | ------------ | ------------ | ----------- | ----------- |
|                          | Stéphanie Galzy          | RN                       | RN                       | 13 806       | 28,13        | 23 695      | 54,24       |
|                          | Pierre Polard,           | LFI (NUPES)              | NUP                      | 11 932       | 24,32        | 19 990      | 45,76       |
|                          | Philippe Huppé           | PRV (ENS)                | ENS                      | 8 378        | 17,07        |             |             |
|                          | Aurélien Manenc          | PS diss.                 | RDG                      | 7 713        | 15,72        |             |             |
|                          | Richard Vinuesa          | REC                      | REC                      | 2 091        | 4,26         |             |             |
|                          | Lewis Marchand           | LR (UDC)                 | LR                       | 1 364        | 2,78         |             |             |
|                          | William Rouanet,         | LT-LNÉ (TUPV)            | ECO                      | 1 209        | 2,46         |             |             |
|                          | Charles Salvaing         | RES                      | DVD                      | 1 199        | 2,44         |             |             |
|                          | Régine Marquet           | LP (UPF)                 | DSV                      | 718          | 1,46         |             |             |
|                          | Marie Bedu               | PA                       | ECO                      | 406          | 0,83         |             |             |
|                          | Céline Viala             | ÉAC                      | ECO                      | 211          | 0,43         |             |             |
|                          | Véronique Chesnard       | LO                       | DXG                      | 44           | 0,09         |             |             |
|                          |                          |                          |                          |              |              |             |             |
| Votes valides            | Votes valides            | Votes valides            | Votes valides            | 49 071       | 97,92        | 43 685      | 87,46       |
| Votes blancs             | Votes blancs             | Votes blancs             | Votes blancs             | 733          | 1,46         | 4 654       | 9,32        |
| Votes nuls               | Votes nuls               | Votes nuls               | Votes nuls               | 309          | 0,62         | 1 611       | 3,23        |
| Total                    | Total                    | Total                    | Total                    | 50 113       | 100          | 49 950      | 100         |
| Abstention               | Abstention               | Abstention               | Abstention               | 48 849       | 49,36        | 49 015      | 49,53       |
| Inscrits / participation | Inscrits / participation | Inscrits / participation | Inscrits / participation | 98 962       | 50,64        | 98 965      | 50,47       |

#### Sixième circonscription
Députée sortante : Emmanuelle Ménard (Rassemblement national).
| Candidat                 | Candidat                 | Parti et coalition       | Nuance                   | Premier tour | Premier tour | Second tour | Second tour |
| Candidat                 | Candidat                 | Parti et coalition       | Nuance                   | Voix         | %            | Voix        | %           |
| ------------------------ | ------------------------ | ------------------------ | ------------------------ | ------------ | ------------ | ----------- | ----------- |
|                          | Emmanuelle Ménard        | app. RN                  | DVD                      | 19 136       | 45,76        | 26 255      | 69,83       |
|                          | Magali Crozier-Daniel    | LFI (NUPES)              | NUP                      | 7 131        | 17,05        | 11 341      | 30,17       |
|                          | Mathilde Tastavy         | LREM (ENS)               | ENS                      | 6 530        | 15,62        |             |             |
|                          | Henri Fabre-Luce         | REC                      | REC                      | 3 418        | 8,17         |             |             |
|                          | Florence Brutus          | PRG                      | RDG                      | 2 607        | 6,23         |             |             |
|                          | Florence Taillade        | LR (UDC)                 | LR                       | 936          | 2,24         |             |             |
|                          | Isabelle Noël            | DLF (UPF)                | DSV                      | 550          | 1,32         |             |             |
|                          | Solène Rossard,          | LÉA - BO (TUPV)          | ECO                      | 539          | 1,29         |             |             |
|                          | Sylvie Ferrand           | PA                       | ECO                      | 431          | 1,03         |             |             |
|                          | Samantha Bernardi        | ÉAC                      | ECO                      | 363          | 0,87         |             |             |
|                          | Stéphane Karges          | PP                       | DIV                      | 95           | 0,23         |             |             |
|                          | Laurent Gilhodes         | LO                       | DXG                      | 79           | 0,19         |             |             |
|                          | Oscar Essomba            | SE                       | DVD                      | 2            | 0,00         |             |             |
|                          |                          |                          |                          |              |              |             |             |
| Votes valides            | Votes valides            | Votes valides            | Votes valides            | 41 817       | 98,25        | 37 596      | 92,44       |
| Votes blancs             | Votes blancs             | Votes blancs             | Votes blancs             | 538          | 1,26         | 2 286       | 5,62        |
| Votes nuls               | Votes nuls               | Votes nuls               | Votes nuls               | 207          | 0,49         | 787         | 1,94        |
| Total                    | Total                    | Total                    | Total                    | 42 562       | 100          | 40 669      | 100         |
| Abstention               | Abstention               | Abstention               | Abstention               | 51 351       | 54,68        | 53 248      | 56,70       |
| Inscrits / participation | Inscrits / participation | Inscrits / participation | Inscrits / participation | 93 913       | 45,32        | 93 917      | 44,30       |

#### Septième circonscription
Député sortant : Christophe Euzet (Agir).
| Candidat                 | Candidat                 | Parti et coalition       | Nuance                   | Premier tour | Premier tour | Second tour | Second tour |
| Candidat                 | Candidat                 | Parti et coalition       | Nuance                   | Voix         | %            | Voix        | %           |
| ------------------------ | ------------------------ | ------------------------ | ------------------------ | ------------ | ------------ | ----------- | ----------- |
|                          | Aurélien Lopez-Liguori   | RN                       | RN                       | 16 079       | 31,01        | 27 378      | 59,19       |
|                          | Gabriel Blasco           | PCF (NUPES)              | NUP                      | 11 278       | 21,75        | 18 873      | 40,81       |
|                          | Christophe Euzet         | Agir (ENS)               | ENS                      | 10 031       | 19,35        |             |             |
|                          | Yves Michel              | LR (UDC)                 | DVD                      | 5 328        | 10,28        |             |             |
|                          | Julie Garcin-Saudo       | PS diss.                 | DVG                      | 3 404        | 6,57         |             |             |
|                          | Audrey Cavaillé          | REC                      | REC                      | 2 982        | 5,75         |             |             |
|                          | Guillaume Sultani        | ÉAC                      | ECO                      | 850          | 1,64         |             |             |
|                          | Georges Gallerand        | LP (UPF)                 | DSV                      | 651          | 1,26         |             |             |
|                          | Magali Richaud           | PA                       | ECO                      | 640          | 1,23         |             |             |
|                          | Daniel Pilaudeau         | LO                       | DXG                      | 366          | 0,71         |             |             |
|                          | Jacqueline Gonzales      | POID                     | DXG                      | 241          | 0,46         |             |             |
|                          |                          |                          |                          |              |              |             |             |
| Votes valides            | Votes valides            | Votes valides            | Votes valides            | 51 850       | 98,07        | 46 251      | 89,19       |
| Votes blancs             | Votes blancs             | Votes blancs             | Votes blancs             | 682          | 1,29         | 4 038       | 7,79        |
| Votes nuls               | Votes nuls               | Votes nuls               | Votes nuls               | 339          | 0,64         | 1 569       | 3,03        |
| Total                    | Total                    | Total                    | Total                    | 52 871       | 100          | 51 858      | 100         |
| Abstention               | Abstention               | Abstention               | Abstention               | 56 037       | 51,45        | 57 027      | 52,37       |
| Inscrits / participation | Inscrits / participation | Inscrits / participation | Inscrits / participation | 108 908      | 48,55        | 108 885     | 47,63       |

#### Huitième circonscription
Député sortant : Nicolas Démoulin (La République en marche).
| Candidat                 | Candidat                   | Parti et coalition       | Nuance                   | Premier tour | Premier tour | Second tour | Second tour |
| Candidat                 | Candidat                   | Parti et coalition       | Nuance                   | Voix         | %            | Voix        | %           |
| ------------------------ | -------------------------- | ------------------------ | ------------------------ | ------------ | ------------ | ----------- | ----------- |
|                          | Sylvain Carrière           | LFI (NUPES)              | NUP                      | 12 634       | 29,35        | 19 483      | 50,59       |
|                          | Cédric Delapierre          | RN                       | RN                       | 10 729       | 24,92        | 19 025      | 49,41       |
|                          | Jean-François Audrin       | H (ENS)                  | ENS                      | 10 453       | 24,28        |             |             |
|                          | Franck Sylvestre           | REC                      | REC                      | 2 231        | 5,18         |             |             |
|                          | Olivier Andrieu,           | GRS (FGR)                | DVG                      | 1 918        | 4,46         |             |             |
|                          | Nathalie Lefeuvre-Roumanos | LR (UDC)                 | LR                       | 1 570        | 3,65         |             |             |
|                          | Jean-Baptiste Roger,       | LÉA - BO (TUPV)          | ECO                      | 1 116        | 2,59         |             |             |
|                          | Marie-France Britto        | LMR                      | DVD                      | 592          | 1,38         |             |             |
|                          | Colette Viallard           | LP (UPF)                 | DSV                      | 591          | 1,37         |             |             |
|                          | Elsa Cesari                | PA                       | ECO                      | 516          | 1,20         |             |             |
|                          | Stanislas Thiry            | AC (ÉMP)                 | DVC                      | 468          | 1,09         |             |             |
|                          | Thomas Garnier             | LO                       | DXG                      | 233          | 0,54         |             |             |
|                          |                            |                          |                          |              |              |             |             |
| Votes valides            | Votes valides              | Votes valides            | Votes valides            | 43 051       | 97,97        | 38 508      | 88,04       |
| Votes blancs             | Votes blancs               | Votes blancs             | Votes blancs             | 641          | 1,46         | 3 911       | 8,94        |
| Votes nuls               | Votes nuls                 | Votes nuls               | Votes nuls               | 249          | 0,57         | 1 320       | 3,02        |
| Total                    | Total                      | Total                    | Total                    | 43 941       | 100          | 43 739      | 100         |
| Abstention               | Abstention                 | Abstention               | Abstention               | 50 429       | 53,44        | 50 624      | 53,65       |
| Inscrits / participation | Inscrits / participation   | Inscrits / participation | Inscrits / participation | 94 370       | 46,56        | 94 363      | 46,35       |

#### Neuvième circonscription
Député sortant : Patrick Vignal (La République en marche).
| Candidat                 | Candidat                 | Parti et coalition       | Nuance                   | Premier tour | Premier tour | Second tour | Second tour |
| Candidat                 | Candidat                 | Parti et coalition       | Nuance                   | Voix         | %            | Voix        | %           |
| ------------------------ | ------------------------ | ------------------------ | ------------------------ | ------------ | ------------ | ----------- | ----------- |
|                          | Patrick Vignal           | LREM (ENS)               | ENS                      | 11 307       | 28,37        | 19 520      | 54,37       |
|                          | Nadia Belaouni           | LFI (NUPES)              | NUP                      | 11 033       | 27,69        | 16 384      | 45,63       |
|                          | Frédéric Bort            | RN                       | RN                       | 10 058       | 25,24        |             |             |
|                          | Maya Bouisset            | REC                      | REC                      | 2 361        | 5,92         |             |             |
|                          | Jean-François Bouscarain | LR (UDC)                 | LR                       | 2 267        | 5,69         |             |             |
|                          | Brigitte Baguet          | ÉAC                      | ECO                      | 1 012        | 2,54         |             |             |
|                          | Matilda Lotta            | LMPA (TUPV)              | ECO                      | 758          | 1,90         |             |             |
|                          | Jamila Moukrim           | DLF (UPF)                | DSV                      | 575          | 1,44         |             |             |
|                          | Valérie Garnier          | PA                       | ECO                      | 286          | 0,72         |             |             |
|                          | Maurice Chaynes          | LO                       | DXG                      | 192          | 0,48         |             |             |
|                          |                          |                          |                          |              |              |             |             |
| Votes valides            | Votes valides            | Votes valides            | Votes valides            | 39 849       | 97,97        | 35 904      | 90,08       |
| Votes blancs             | Votes blancs             | Votes blancs             | Votes blancs             | 604          | 1,49         | 2 659       | 6,67        |
| Votes nuls               | Votes nuls               | Votes nuls               | Votes nuls               | 220          | 0,54         | 1 296       | 3,25        |
| Total                    | Total                    | Total                    | Total                    | 40 673       | 100          | 39 859      | 100         |
| Abstention               | Abstention               | Abstention               | Abstention               | 48 749       | 54,52        | 49 574      | 55,43       |
| Inscrits / participation | Inscrits / participation | Inscrits / participation | Inscrits / participation | 89 422       | 45,48        | 89 433      | 44,57       |